# جامعه (روزنامه)

روزنامه جامعه

جامعه اوّلین روزنامه اصلاح‌طلبان ایران پس از انقلاب ۱۳۵۷ ایران است که در بهمن ۱۳۷۶ و پس از آغاز اوّلین دوره ریاست جمهوری محمد خاتمی، به چاپ رسید. این روزنامه به مدیر مسئولی حمیدرضا جلایی‌پور و سردبیری ماشاءالله شمس‌الواعظین از کادر ماهنامه کیان آغاز به کار کرد. اوّلین شماره آن با تیتر بزرگ «سلام بر جامعه» آغاز شد.
این روزنامه که از اولین روزنامه‌های اصلاح‌طلب محسوب می‌شود، نوآوریهایی در روزنامه‌نگاری ایران ایجاد کرد. عمادالدین باقی، محسن سازگارا، صادق زیباکلام، اکبر گنجی و ابراهیم نبوی از جمله اعضای هیئت تحریریه این نشریه بودند. این روزنامه به مدیر مسئولی حمید رضا جلایی‌پور و با سردبیری ماشاءالله شمس‌الواعظین به دلیل انتشار مطالب انتقادی توانسته بود مخاطبان قابل توجهی در زمان اندک به دست آورد. در اوایل سال ۱۳۷۷ سپاه پاسداران انقلاب اسلامی، سازمان زندان‌ها و رئیس کل دادگستری استان تهران به عنوان مدعی‌العموم از این نشریه شکایت کردند. اتهامات این نشریه در ابتدا عبارت بودند از: تشویش اذهان عمومی، انتشار اخبار محرمانه سپاه، افترا و توهین نسبت به سپاه و فرمانده کل سپاه، نشر اکاذیب، توهین و حمله به مقدسات مذهبی و مسئولان نظام، اشاعه و ترویج فرهنگ غرب، اشاعه فحشا و درج مطالب خلاف عفت عمومی و توهین و افترا به قوه قضاییه.
پرونده نشریه جامعه با اتهامات فوق برای رسیدگی به شعبه ۱۴۱۰ دادگاه عمومی تهران به ریاست قاضی مرتضوی ارجاع داده می‌شود. نماینده سپاه در جلسه دادگاه بیان می‌کند که روزنامه جامعه اقدام به درج اخبار از همایش محرمانه فرماندهان نیروی دریایی سپاه کرده‌ است. همچنین نماینده سپاه مدعی می‌شود که روزنامه جامعه در چندین مطلب سپاه و فرماندهان آن را مورد توهین و تحقیر قرار داده‌است، به طوری که فرمانده سپاه را جنایت‌کار، آدم‌کش و دیکتاتور تلقی کرده‌است. همچنین نماینده سپاه معتقد است که نشریه جامعه با کودتاگر خواندن، سپاه را مورد افترا قرار داده‌است. از دیگر ادعاهای سپاه پاسداران علیه روزنامه جامعه این است که این روزنامه به دروغ در چندین مطلب بیان داشته‌است که سپاه در امور سیاسی دخالت فراوانی دارد به همین دلیل مدیر مسئول روزنامه را متهم به نشر اکاذیب کرده‌است. همچنین نماینده سپاه در جلسه دادگاه اظهار داشته‌است که نشریه جامعه با انتقاد از مطبوعات نسبت به سکوت در برابر رفتارهای سپاه، به ایجاد اختلاف مابین قشرها جامعه و تشویق آن‌ها به ارتکاب جرایمی ضد امنیت اقدام نموده‌است.

## لغو امتیاز
حکم لغو امتیاز این روزنامه در دادگاه با شکایت دادگستری تهران به عنوان مدعی‌العموم، و شاکی خصوصی ستاد مشترک سپاه پاسداران و فرمانده آن، یحیی رحیم صفوی، محسن رفیقدوست، رئیس بنیاد مستضعفان و جانبازان، سازمان زندان‌ها توسط شعبه ۳۴ دادگاه عمومی تهران، به اتهام تشویش اذهان عمومی، افترا، اهانت و حمله به مقدسات مذهبی و مسئولان «نظام مقدس جمهوری اسلامی» در ۳۰ تیر ۱۳۷۷ صادر شد. احمد بورقانی که معاون مطبوعاتی وزارت ارشاد بود در اعتراض به این حکم از مقام خود استعفا داد.
دو روز بعد از توقف جامعه، روزنامه دیگری به نام توس توسط همین کادر آغاز به کار کرد که در شماره اوّل خود تیتر بزرگ «توس در خدمت جامعه» را چاپ کرد. بعداً تیم جامعه روزنامه‌های توس، عصر آزادگان، اخبار اقتصادی و نشاط را منتشر کردند که یکی پس از دیگری توقیف شدند.

## ویژگی‌های خاصّ روزنامهٔ جامعه
از همان آغاز، ابداعات تازه «جامعه» همگان را شگفت‌زده کرد. از همان ابتدا، خودسانسوری نشریه با علامت {...} مشخص شد. انتخاب تیترهای روزنامه نیز از ابتکارات این گروه بود. تیتر اول از انحصار مسائل سیاسی خارج شد و بعضاً تیترهای فرهنگی و حتّی کنایه‌وار و طنز به همراه عکس‌های انتخابی بر صفحه اول روزنامه نقش بست و وجه تمایز این روزنامه با سایر نشریات روی پیشخوان روزنامه‌فروشی‌ها شد. جامعه همچنین با ابتکار چاپ‌های متعدّد روزانه و با تغییراتی که در چاپ‌های دوم و بعضاً سوم روز خود اعمال می‌کرد، برای اوّلین بار در طول روز چند روزنامهٔ متفاوت را روانه بازار داغ مطبوعات کرد که البتّه این امر امروزه با افزایش تعداد روزنامه‌ها و روزنامه‌نگاران شاید امری طبیعی به‌نظر رسد. از دیگر موارد روزنام جامعه، ستون ثابت کاریکاتور بود که پیش از آن به صورت روزانه در روزنامه‌ها وجود نداشت و در حقیقت پای کاریکاتوریست‌ها را به عرصه حرفه‌ای مطبوعات باز کرد. نکته دیگر این نشریه چاپ مقالات منتخب روز حتّی از میان مخالفان و جبهه اصولگرایان بود که این رفتار شایستهٔ سیاسی، تحسین روزنامه‌نگاران منتقد را دربرداشت.

## نام کسانی که در روزنامه قلم زدند

### بخشی از اعضای تحریریه
ماشاالله شمس‌الواعظین، محسن سازگارا، حمیدرضا جلایی‌پور، مسعود شهامی پور (معاون سردبير)، احمدرضا دالوند، صادق زیباکلام، عمادالدین باقی، ابراهیم نبوی، جمشید بایرامی، مرتضی مردیها (دبیر گروه اندیشه)، علیرضا رجایی (دبیر گروه سیاسی) و اکبر گنجی.

### کاریکاتوریست‌ها
هادی حیدری، داوود شهیدی، مانا نیستانی، جمال رحمتی و نیک آهنگ کوثر.